# Jürgen Kantner
Jürgen Gustav Kantner (* 1946; † 27. Februar 2017 Insel Jolo, Philippinen) war ein deutscher Segler, der von der Terrorgruppe Abu Sayyaf in den Philippinen entführt und ermordet wurde.
Am 5. November 2016 wurden Kantner und seine Lebensgefährtin Sabine Merz während einer Segelfahrt in der Sulusee bei Tawi-Tawi Island zwischen den Küsten der Philippinen und von Malaysia angegriffen. Merz soll sich dabei zur Wehr gesetzt haben und wurde erschossen, Kantner als Geisel in den Dschungel der südlichen Provinz Sulu, wo Abu Sayyaf stationiert ist, entführt. Nach einer nicht gezahlten Lösegeldforderung von 30 Millionen Pesos wurde Kantner am 27. Februar 2017 mit einem machetenähnlichen Messer vor laufender Kamera enthauptet. Laut Angaben eines Militärvertreters war ein letzter Befreiungsversuch am Tag zuvor bei Indanan nur knapp am bewaffneten Widerstand der Terroristen gescheitert, die währenddessen mit ihrem Opfer entkommen konnten. Anfang März 2017 wurde seine Leiche aufgefunden und nach Deutschland überführt.
Das Paar wurde zuvor 2008 von seiner Yacht Rockall entführt und in Somalia durch Al-Shabaab für 52 Tage festgehalten. Die beiden wurden nach einer geleisteten Lösegeldforderung befreit, was Kantner im Nachhinein kritisierte, da das Bezahlen von Lösegeld die Gefahr für andere Segler erhöhe, entführt zu werden. 2009 kehrte er nach Somalia zurück, um seine Yacht Rockall abzuholen.